# تپه کوراییم
تپه کوراییم مربوط به هزاره اول قبل از میلاد - سده‌های اولیه دوران‌های تاریخی پس از اسلام است و در شهرستان نیر، بخش کوراییم، شهر کوراییم واقع شده است، بقایای خاکستر و آثار به جا مانده نشانگر کارکرد این تپه به عنوان بخش از یک آتشکده دوران ایران باستان است. برخی حفاری‌های غیرمجاز و آثار عمرانی انجام شده پیرامون آن باعث تخریب بخشهایی از تپه در قسمت‌های شمالی و شرقی شده است. این اثر در تاریخ ۱۲ شهریور ۱۳۸۶ با شمارهٔ ثبت ۱۹۳۹۲ به‌عنوان یکی از آثار ملی ایران به ثبت رسیده است.